# Rieni, Bihor
Rieni este satul de reședință al comunei cu același nume din județul Bihor, Crișana, România.

## Lăcașuri de cult
- Biserica de lemn din Rieni cu hramul “Sf. Teodor Tiron” (1753-1754), opera meșterului Tulea Ilie. Plan dreptunghiular, absida decroșată, mic turn pe pronaos. Picturi interioare din 1754 (opera zugravului David din Pitești).[2]